# Oceánská kuchyně

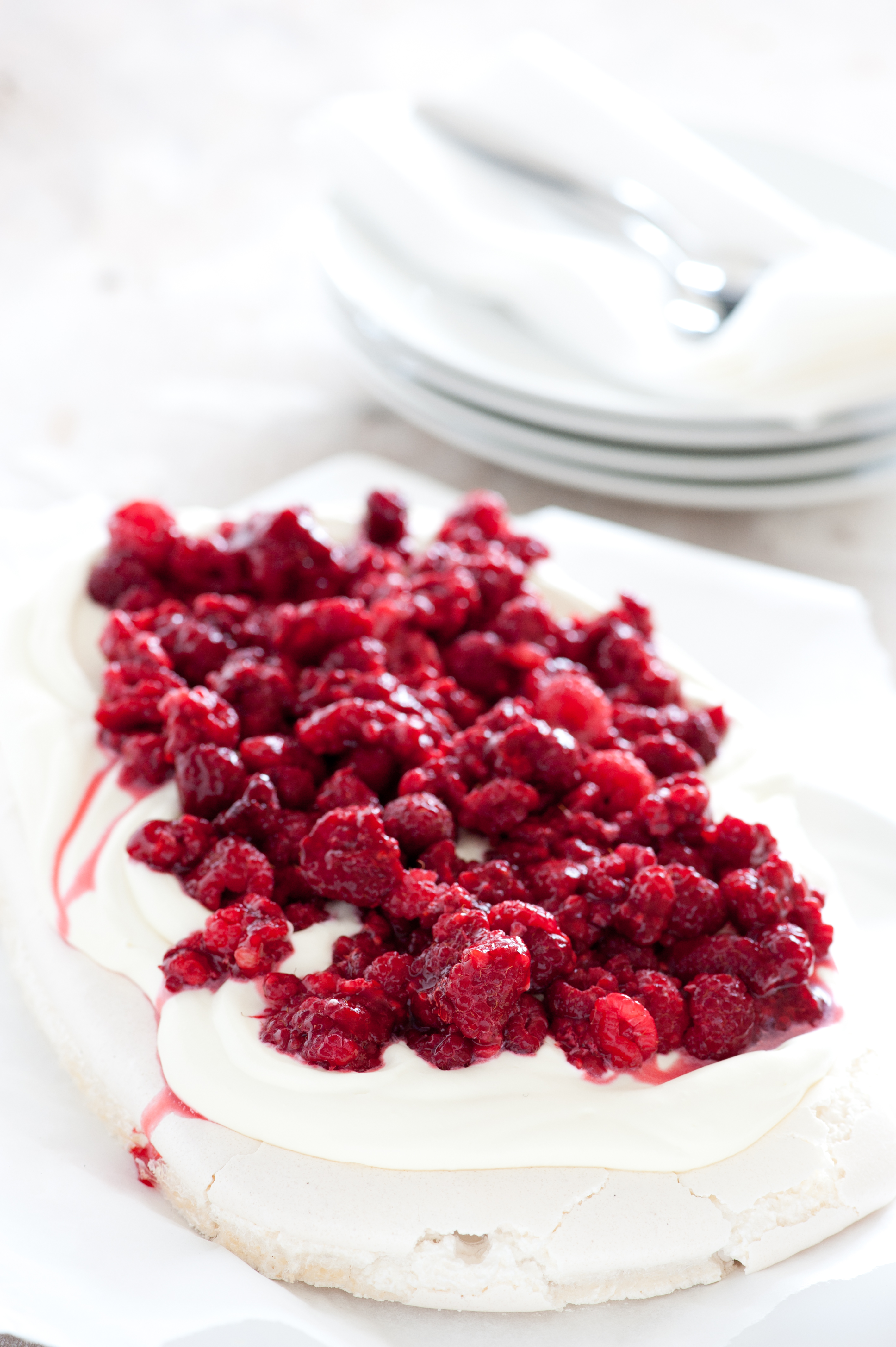
Dort Pavlova, populární v Austrálii a na Novém Zélandu

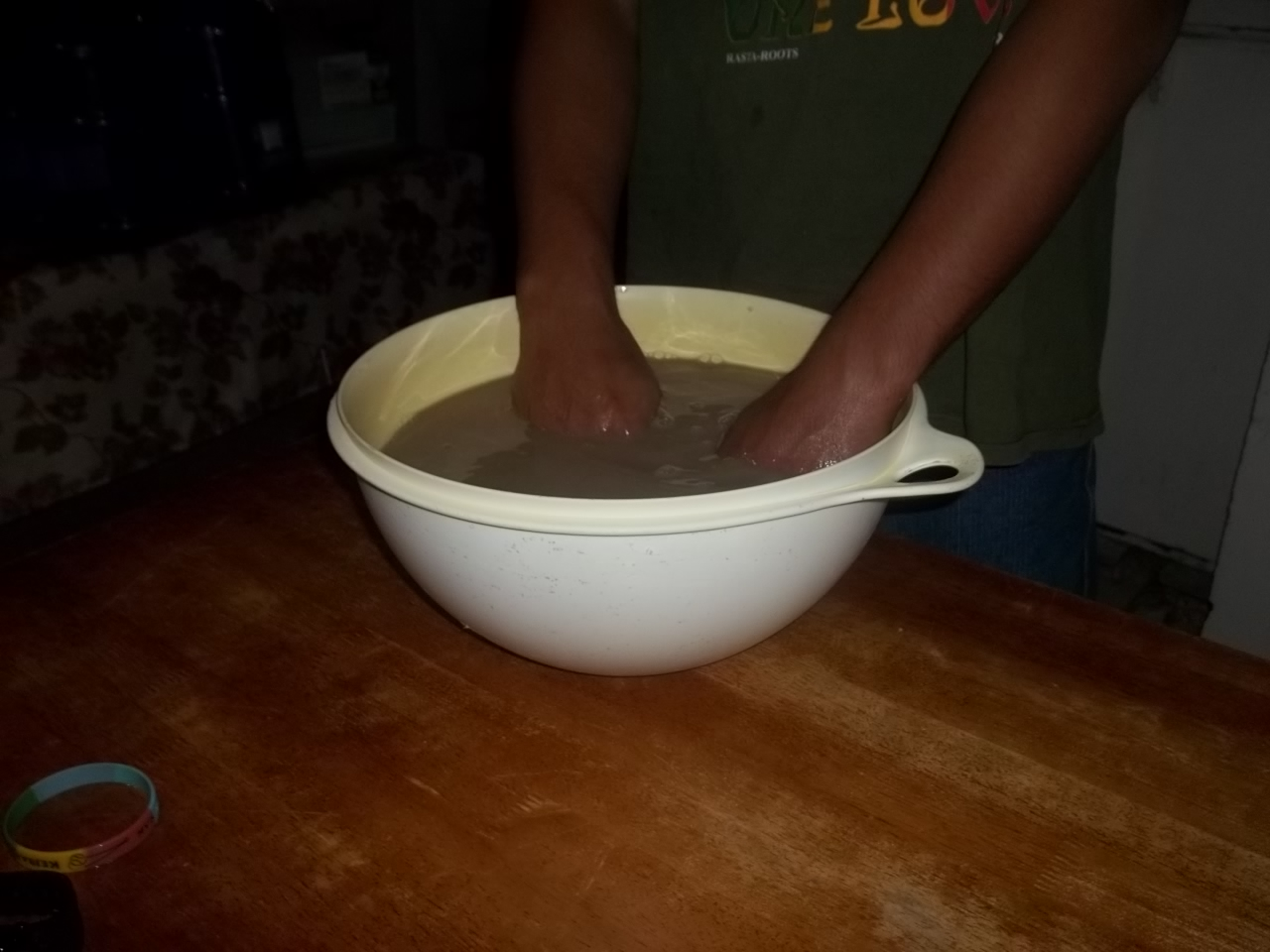
Opojný nápoj kava (též sakau) je populární na mnoha tichomořských ostrovech

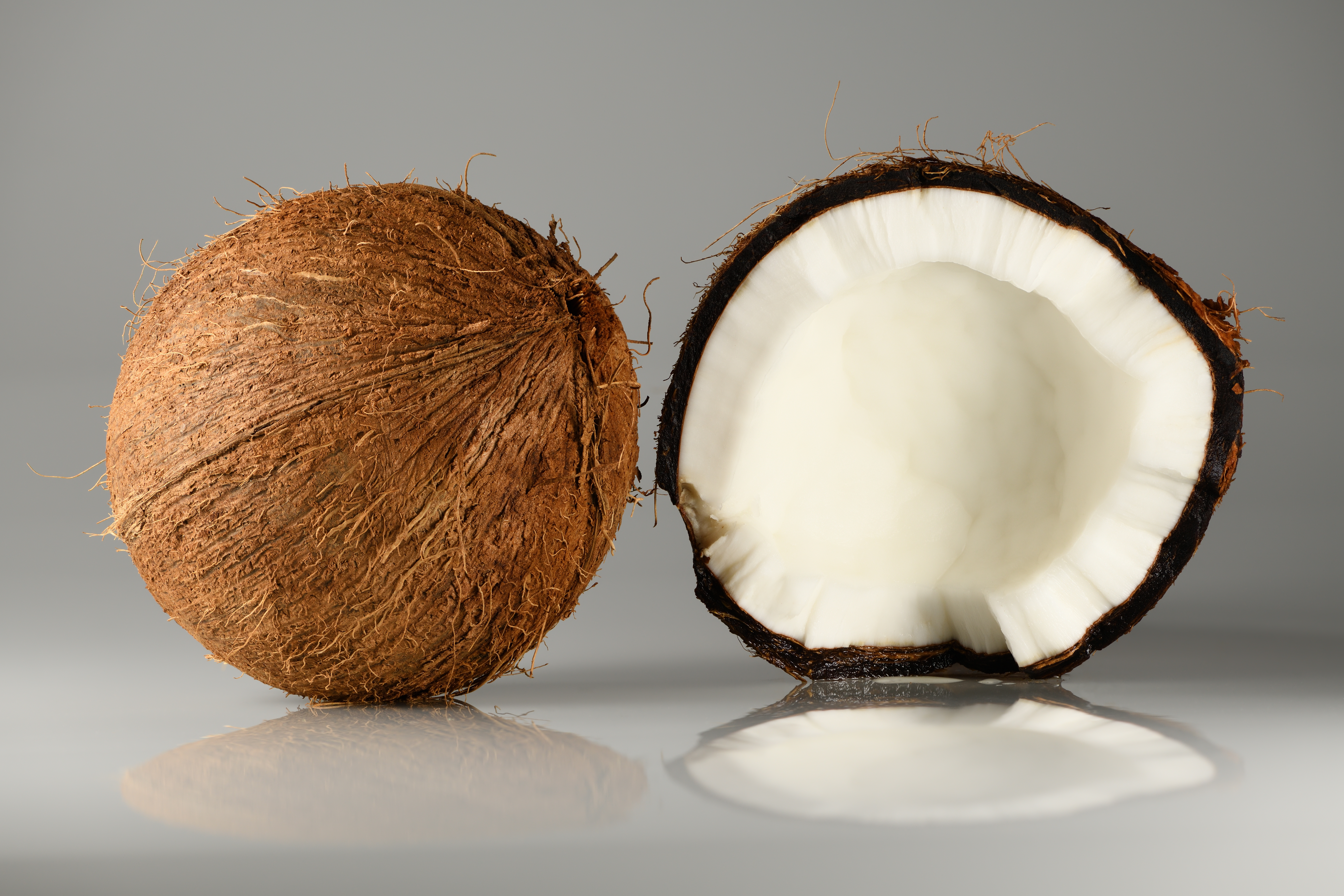
Kokosový ořech se používá v mnoha částech Oceánie

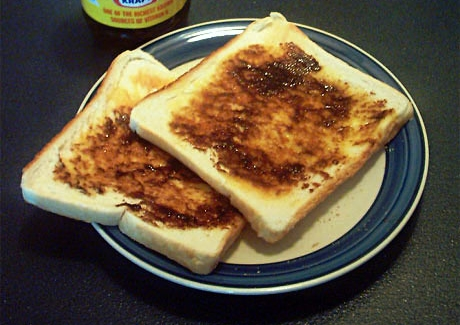
Toast namazaný australskou kvasnicovou pomazánkou vegemite

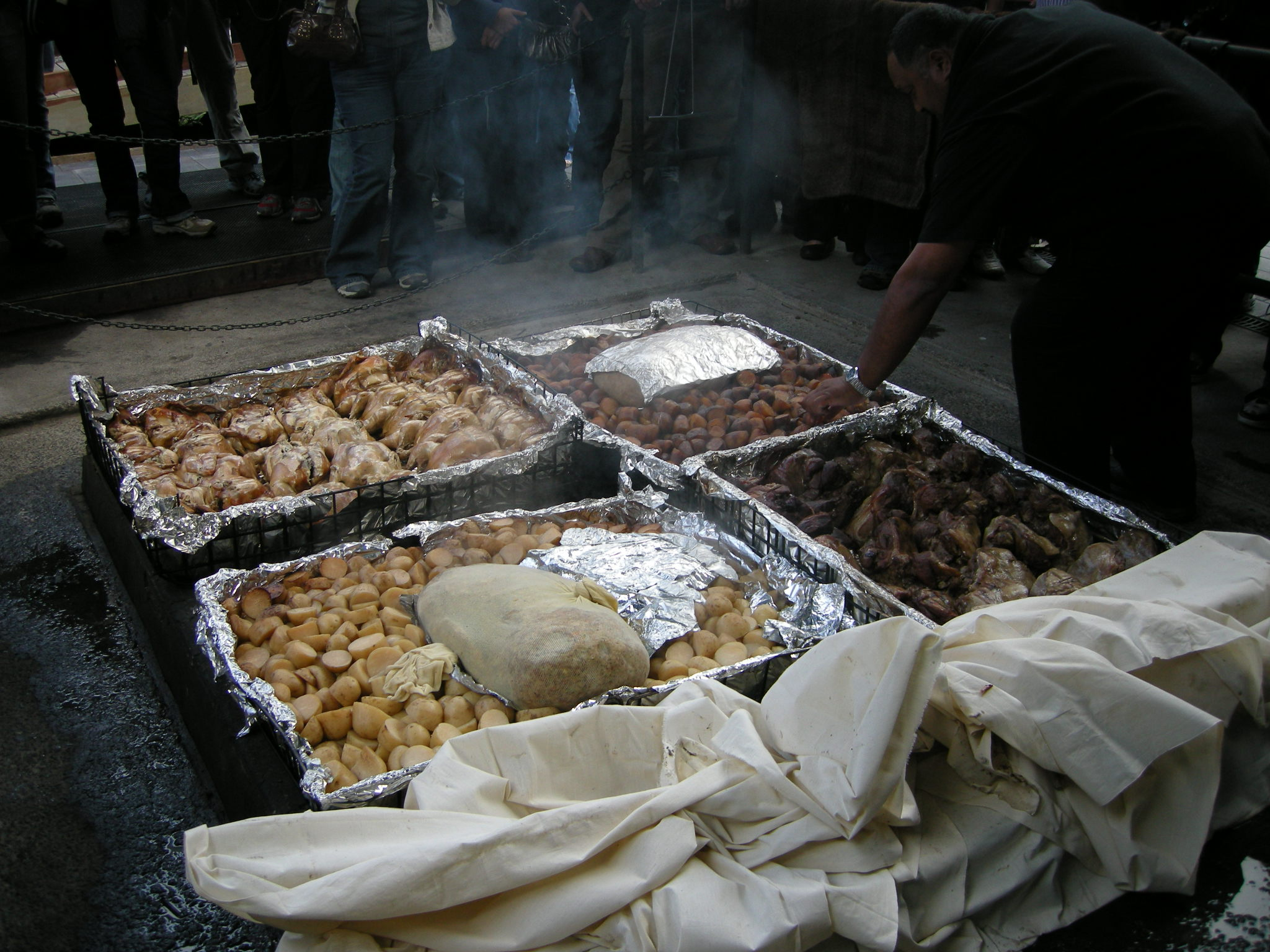
Hāngi, tradiční maorská příprava jídla

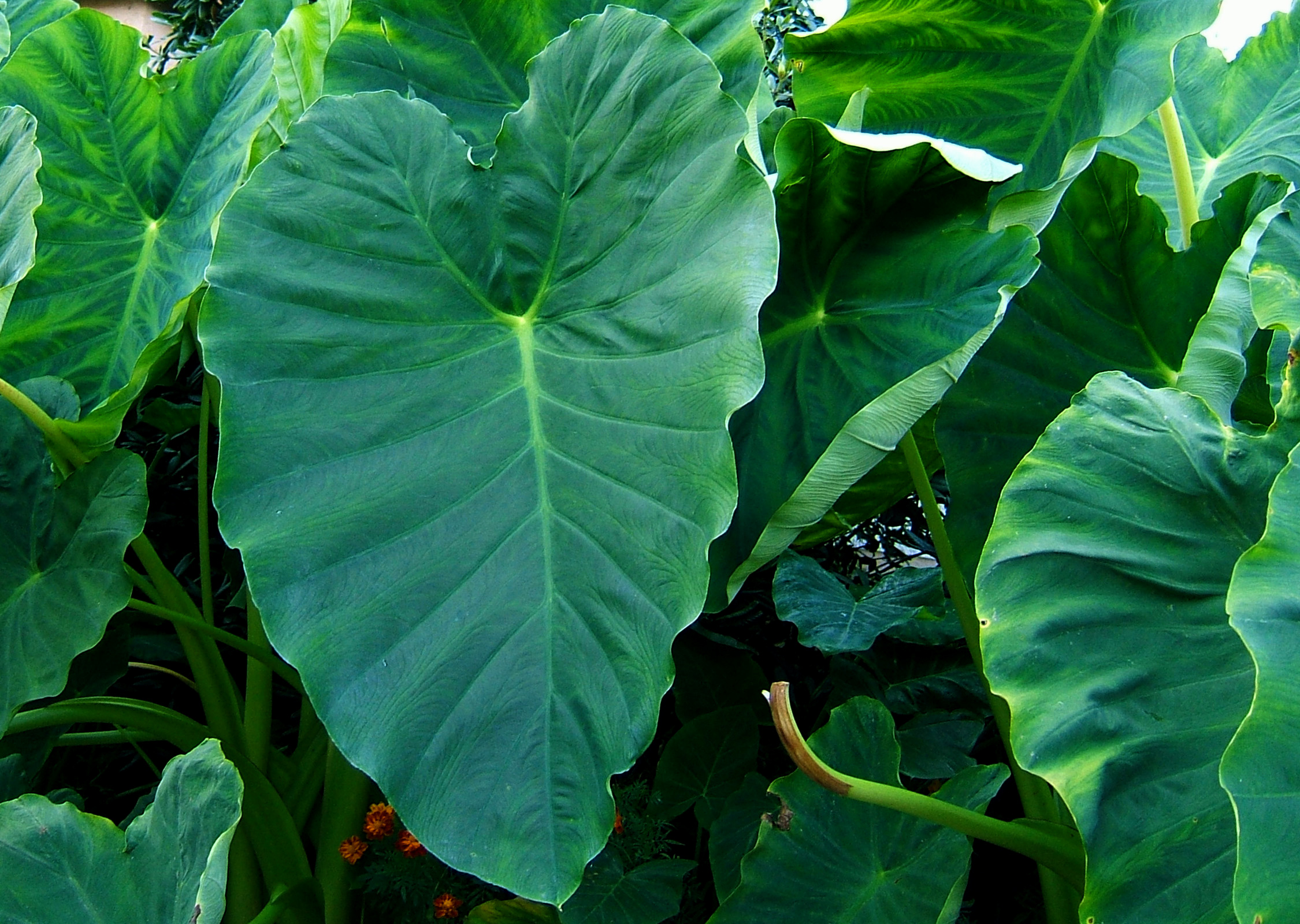
Taro (kolokázie jedlá) je základní surovinou v mnoha regionech Oceánie

Kuchyně Austrálie a Oceánie zahrnuje kuchyni Austrálie, Nového Zélandu a dalších ostrovů v Tichém oceánu (v oblasti Mikronésie, Melanésie a Polynésie).

## Seznam národních kuchyní Austrálie a Oceánie
- Australská kuchyně
- Fidžijská kuchyně
- Kiribatská kuchyně
- Kuchyně Marshallových ostrovů
- Mikronéská kuchyně
- Kuchyně Nauru
- Novozélandská kuchyně
- Palauská kuchyně
- Kuchyně Papuy Nové Guiney
- Samojská kuchyně
- Kuchyně Šalomounových ostrovů
- Tonžská kuchyně
- Tuvalská kuchyně
- Vanuatská kuchyně

### Kuchyně kolonií a teritorií
- Kuchyně Americké Samoy
- Kuchyně Cookových ostrovů
- Guamská kuchyně
- Havajská kuchyně
- Kuchyně Niue
- Norfolkská kuchyně
- Novokaledonská kuchyně
- Kuchyně Pitcairnu
- Kuchyně Severních Marian
- Tahitská kuchyně (Kuchyně Francouzské Polynésie)
- Tokelauská kuchyně
- Kuchyně Velikonočního ostrova
- Kuchyně Wallisu a Futuny

## Australská a novozélandská kuchyně
Austrálie byla britskou kolonií a australská kuchyně je té britské velmi podobná, přizpůsobuje se však australským surovinám a podmínkám (běžně se používá např. klokaní maso). V Austrálii je díky teplému je populární grilování. Provozováno je také vinařství. Mezi nejznámější australská jídla patří:
- Fish and chips, smažené rybí maso s hranolky
- Lamb shanks, jehněčí nožičky
- Pie, masové koláče
- Vegemite, pomazánka z kvasnicového extraktu
- Dort Pavlova

Novozélandská kuchyně je velmi podobná té australské a s většinou australských pokrmů se lze setkat i na Novém Zélandu. Na Novém Zélandu se ale lze setkat i s kuchyní Maorů, původních obyvatel Nového Zélandu, kteří tradičně připravují pokrmy technikou zvanou hāngi, kdy se pokrmy pečou ve vyhloubených jámách za pomocí horkých kamenů.
Za zmínku stojí i kuchyně původních obyvatel Austrálie, Aboridžinců, tzv. bushfood. Aboridžinci jsou tradičně lovci a sběrači, ve své kuchyni tedy používají různá semena, houby, hmyz nebo maso divokých zvířat.

## Kuchyně tichomořských ostrovů
Kuchyně ostrovů v oblastech Polynésie, Melanésie a Mikronésie vychází z domorodých vlivů, v mnoha oblastech byla ale ovlivněna také australskou kuchyní, indickou kuchyní nebo kuchyněmi z oblasti východní a jihovýchodní Asie. Mezi nejrozšířenější pokrmy patří různé druhy původně indického kari nebo palusami (listy taro vařené v kokosovém mléce). Na mnoha místech v oblasti tichomořských ostrovů je základní potravinou taro (kolokázie jedlá), ale například na Papuy Nové Guiney je základní potravinou ságo. Dále se používá kokos, tropické ovoce, vepřové maso nebo ryby a mořské plody. Na mnoha ostrovech je populární opojný nápoj z pepřovníku opojného, kava.